# Ernst Christian Finger
Ernst Christian Finger (* 28. Januar 1857 in Monsheim; † 4. November 1945 in Pfeddersheim) war ein hessischer Politiker (NLP) und ehemaliger Abgeordneter der 2. Kammer der Landstände des Großherzogtums Hessen.

## Familie

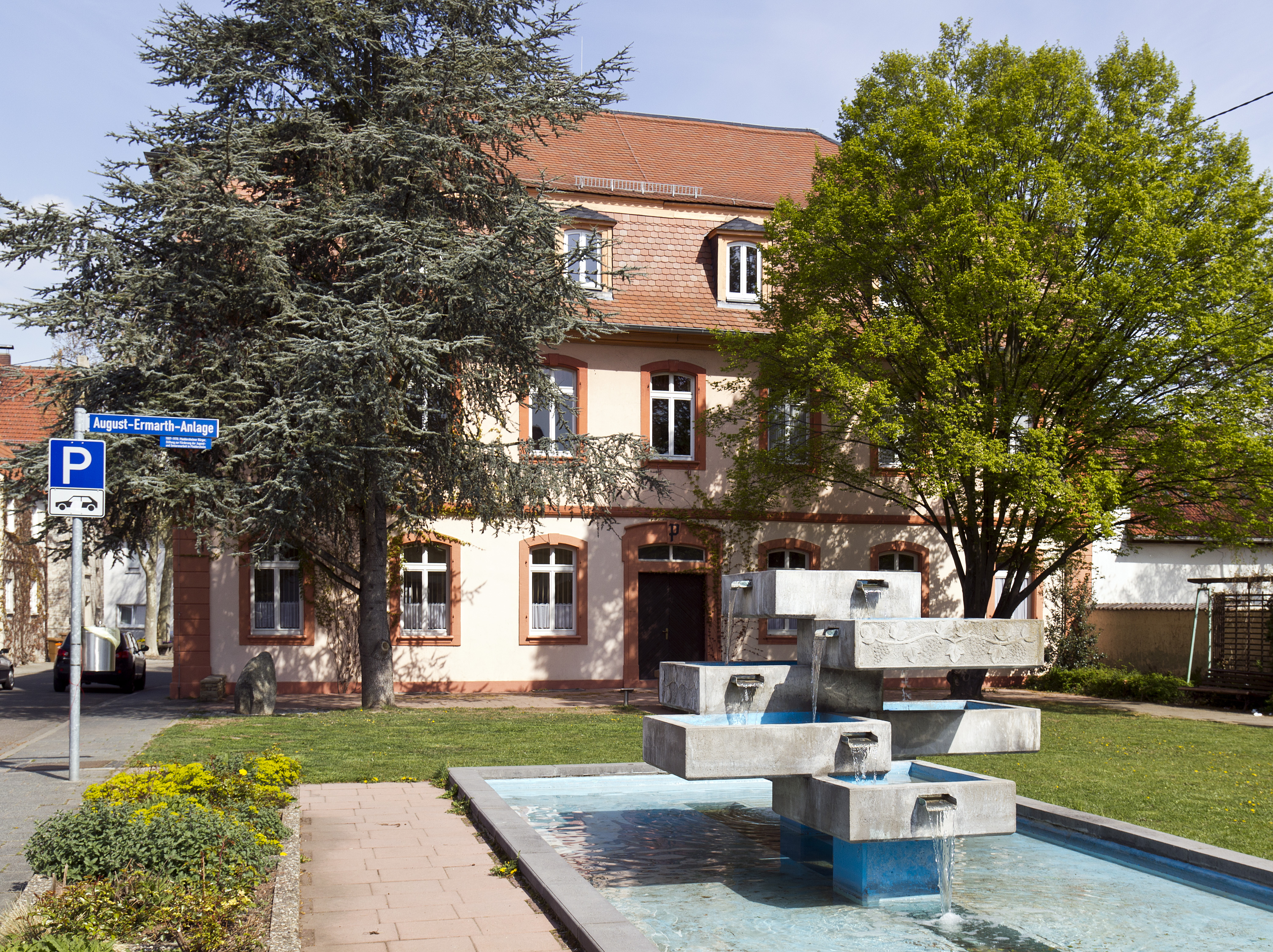
Rathaus Pfeddersheim

Ernst Christian Finger war der Sohn des Mühlenbesitzers Daniel Finger und dessen Frau Elisabeth, geborene Strohm. Ernst Christian Finger, der mennonitischen Glaubens war, heiratete 1890 Katharina geborene Hartmeier. Er lebte als Landwirt und Mühlenbesitzer in Pfeddersheim.

## Politik
In der 33. bis 36. Wahlperiode (1906–1918) war er Abgeordneter der zweiten Kammer der Landstände des Großherzogtums Hessen. In den Landständen vertrat er den Wahlbezirk Rheinhessen 1/Pfeddersheim. 1906 wurde er außerdem Bürgermeister in Pfeddersheim und war Mitglied des Kreisausschusses im Landkreis Worms.